# Opel 30/50 PS
L'Opel 30/50 PS est une voiture de la catégorie luxueuse construite par Adam Opel KG seulement en 1909 pour succéder au modèle 29/50 PS.

## Historique et technologie
La 30/50 PS, introduite début 1909, correspondait essentiellement à un modèle précédent, la 32/50 PS, qui avait été abandonnée six mois plus tôt et qui avait un moteur environ 0,3 litre plus petit mais avec la même puissance. Contrairement à sa prédécesseur directe, la 29/50 PS, la 30/50 PS pouvait à nouveau être commandée avec deux châssis différents, l'un avec un petit empattement et l'autre avec un grand empattement.
Le moteur était un moteur quatre cylindres d'une cylindrée de 7 698 cm³ (alésage × course = 130 mm × 145 mm), qui produisait également 50 ch (37 kW) à 1 500 tr/min. Le moteur à commande latérale avec tête en T était refroidi par eau. Une pompe centrifuge a été installée pour le circuit de refroidissement. Le carburateur à piston n'avait plus de préchauffage. Chaque cylindre avait deux bougies d'allumage, l'une alimentée par un allumage par batterie et l'autre par un allumage magnéto. La puissance du moteur était transmise à l'essieu arrière via un embrayage à cône en métal (embrayage à cône en cuir sur le modèle 32/50 PS), une boîte de vitesses manuelle à quatre vitesses et un arbre à cardan.
Le cadre était constitué de profilés en U en tôle en acier. Les deux essieux rigides étaient suspendus sur des ressorts à lames semi-elliptiques. Le châssis était disponible avec deux empattements, 3 200 mm et 3 700 mm. Le frein de service agissait sur l’arbre de sortie de la transmission. Le frein à main a été conçu comme un frein à tambours agissant sur les roues arrière.
Il y avait trois styles de carrosserie, une voiture de tourisme à quatre places, une berline quatre portes et un landaulet. La variante la moins chère (la voiture de tourisme), coûtait 16 000 Reichsmark.
Fin 1909, la construction de la 30/50 PS est arrêtée. La successeur était le modèle 28/70 PS, plus grand et plus puissant.